# Czerwień metylowa
Czerwień metylowa (DABCYL, z ang. 2-(N,N-Dimethyl-4-aminophenyl)azobenzenecarboxylic acid) – organiczny związek chemiczny, barwnik azowy stosowany najczęściej jako chemiczny wskaźnik pH. W temperaturze pokojowej jest to ciemnoczerwone, krystaliczne ciało stałe.
| Czerwień metylowa | Czerwień metylowa | Czerwień metylowa |
| ----------------- | ----------------- | ----------------- |
| pH < 4,8          | ⇄                 | pH > 6,0          |

Zmienia barwę od ciemnoczerwonej do jasnożółtej w zakresie pH od 4,8 do 6,0. Czerwień metylowa, podobnie jak oranż metylowy jest stosowana w alkacymetrii. Oprócz tego stosuje się ją w mikrobiologii do detekcji zmiany pH zachodzącej w czasie fermentacji glukozy.